# 粟野祐二
粟野祐二（あわの ゆうじ、1958年 - ）は工学者。工学博士。慶應義塾大学理工学部教授。専門は、ナノエレクトロニクス・カーボンナノチューブ・有機半導体。
明治大学大学院工学研究科博士課程修了。株式会社富士通研究所、マサチューセッツ工科大客員研究員を経て、現在、慶應義塾大学理工学部教授。

## 経歴
- 1985年 明治大学大学院工学研究科 博士課程修了
- 1985年    株式会社富士通研究所
- 1991年 マサチューセッツ工科大学客員研究員
- 2009年 慶應義塾大学理工学部 教授

## 著作

### 共著
- ナノチューブの配線技術、『カーボンナノチューブの基礎と応用』培風館 (2004)[1]
- シリコンの限界を炭素で超えろ、別冊日経サイエンス138「ここまで来たナノテク」 (2002)[1]
- カーボンナノチューブのエレクトロニクス、「ナノカーボンの新展開―世界に挑む日本の先端技術」化学フロンティア (2005)[1]